# Frente de Liberación de las Azores

Bandera popularizada por el Frente de Liberación de las Azores.

El Frente de Liberación de las Azores (FLA, en portugués: Frente de Libertação dos Açores) es un movimiento independentista de las islas Azores con respecto a Portugal. El FLA sufrió y llevó a cabo acciones violentas en el año 1975. Hoy se le considera extinguido como grupo armado. Es un caso cercano en el tiempo al del Frente de Liberación del Archipiélago de Madeira (Frente de Libertação do Arquipélago da Madeira).
Fue fundado en 1975 y dirigido por el político José de Almeida, que había sido diputado en la última Asamblea Nacional del Estado Novo fascista,  como reacción a una posible llegada al poder de la extrema izquierda en Portugal.
El 10 de octubre de 1975, el FLA envió un informe a la ONU donde afirmaba que los azoranos no participarían en ningún sistema de gobierno que no fuera democrático, en referencia a la posible formación de un gobierno comunista en Lisboa. Adoptaron como bandera la antigua bandera monárquica portuguesa (blanca y azul del Espíritu Santo) con un milhafre (milano), símbolo de las islas, y nueve estrellas amarillas (una por cada isla), a la vez que se armaban en unidades locales llamadas Patriotas Açorianos nas Guarnições (PAG).
En 1977 el FLA editó el diario separatista O Milhafre ("El Milano") y mantuvo contactos con el FLAMA de Madeira y el MPAIAC canario. Pero en 1976 el gobierno portugués les amplió el estatuto de autonomía, y en las elecciones autonómicas vencería al Partido Socialdemócrata Portugués (PSD) con el 60% de los votos, y su líder, João Bosco Soares (nacido en 1943), se convierte en presidente de las islas. Este hecho desactivó el potencial de protesta independentista, haciendo que el FLA se disolviese poco después.